# No Enemiesz
No Enemiesz è un singolo della cantante canadese Kiesza, pubblicato nel 2014 ed estratto dal suo album di debutto Sound of a Woman.

## Tracce
Download digitale
1. No Enemiesz – 3:16

EP digitale
1. No Enemiesz (My Nu Leng Remix) – 4:09
2. No Enemiesz (Stefan Ponce Remix) – 3:16
3. No Enemiesz (Jauz Remix) – 3:38
4. No Enemiesz (Syn Cole Remix) – 3:20